# 阿尔弗雷德·克莱纳
阿尔弗雷德·克莱纳（德語：Alfred Kleiner，1849年4月24日—1916年7月3日）曾是苏黎世大学的一位实验物理学教授，阿尔伯特·爱因斯坦的博士导师。最初海因里希·弗里德里希·韦伯（Heinrich Friedrich Weber）是爱因斯坦的导师，但两人发生过较大的争吵，爱因斯坦改选了克莱纳。

## 生平
在苏黎世大学担任物理学教授之外，克莱纳还曾于1870年担任过私讲师（Privatdozent），1880年成为副教授，1885年成为正教授，1908年至1910年间担任校长，1915年成为荣誉退休教授。